# ماريان كلاين هوروويتز
ماريان كلاين هوروويتز (بالإنجليزية: Maryanne Cline Horowitz)‏ هي مؤرخة أمريكية، ولدت في 1945.